# Memnonia anthalopus
Memnonia anthalopus är en insektsart som beskrevs av Hamilton 2000. Memnonia anthalopus ingår i släktet Memnonia och familjen dvärgstritar. Inga underarter finns listade i Catalogue of Life.